# ハバーザック

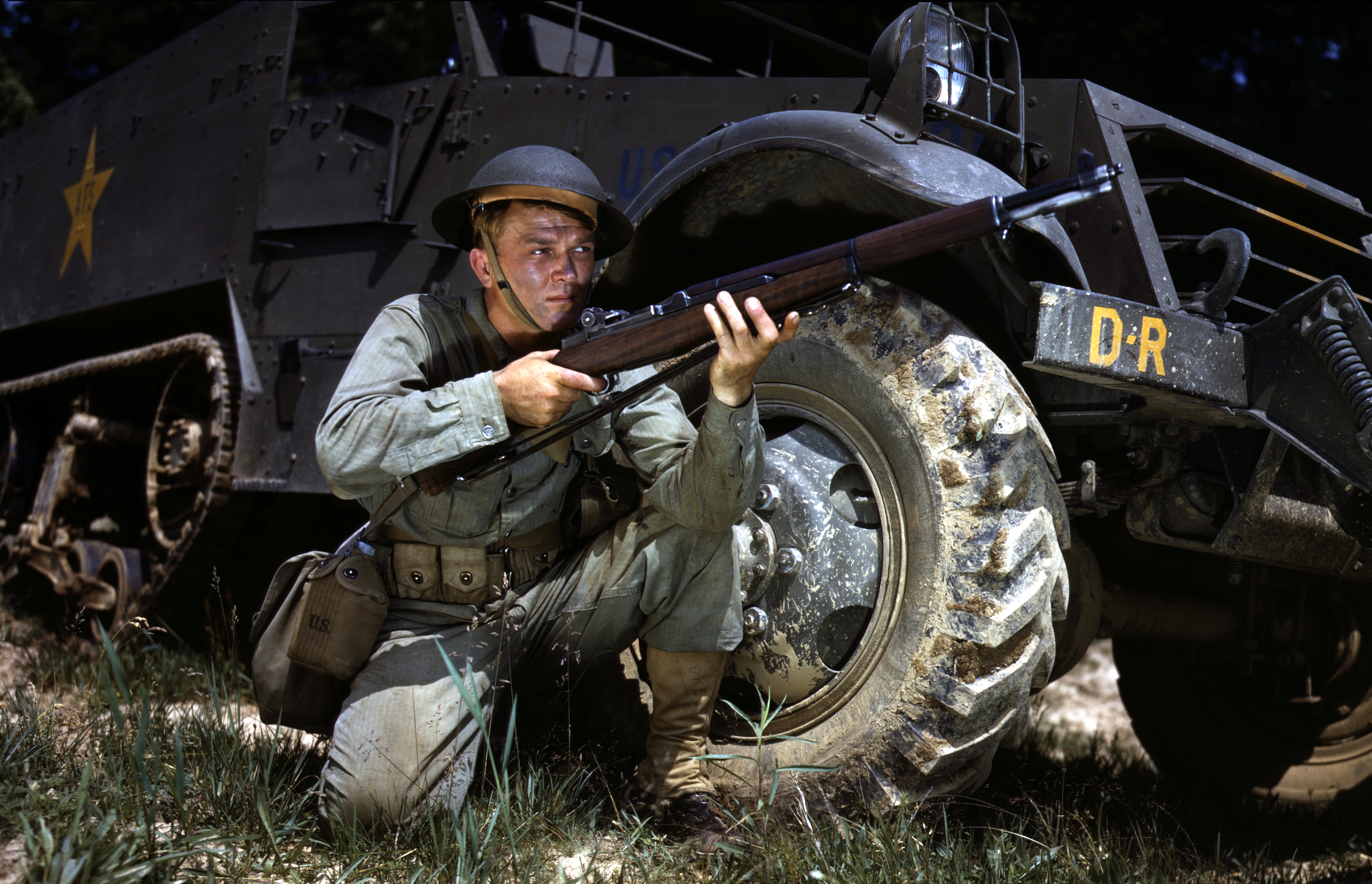
ショルダーストラップで腰に下げたハバーサックを持つ第二次世界大戦時代のアメリカ軍歩兵

ハバーザック、またはハバーサック（Haversack）は、肩掛けカバンの一種。雑嚢（ざつのう）。バックパックに似ているが、肩ひも（ショルダーストラップ）が一本であるのが特徴（例外もある）。スモールパック(small pack)とも。

## 概要
特に軍隊で使用されるハバーサックは、一般的に一辺が約12インチの正方形で、フラップをボタンで閉じることができるもの。空のバッグは3つに折りたたむことができ、バッグの背面にあるボタンで固定できる。きちんと折りたたまれ、ベルトで横向きに保持されたハバーサックは、イギリス軍の多くの連隊で軍服の一部とされた。

## 起源
ハバーサック（haversack）の語源は、英語の "oat sack"（片方の肩にかけられるストラップのついた小さな布製バッグで、元々は馬の飼料である「オーツ麦」を入れていたため、こう呼ばれた）を意味するドイツ語のHafersack 、あるいは haverzak  とされる。
この語は、17世紀に英語とフランス語(havresac)として騎兵隊で使われていた 。
  haver という語は、北方英語とスコットランド語でも「オーツ麦」を指す。
オーストラリアやその他の地域でハバーサックはリュックサック、または他の同様の用語と同義であり、任意のバックパックまたは複数のバックパックを表すために用いられる。

## アメリカ陸軍

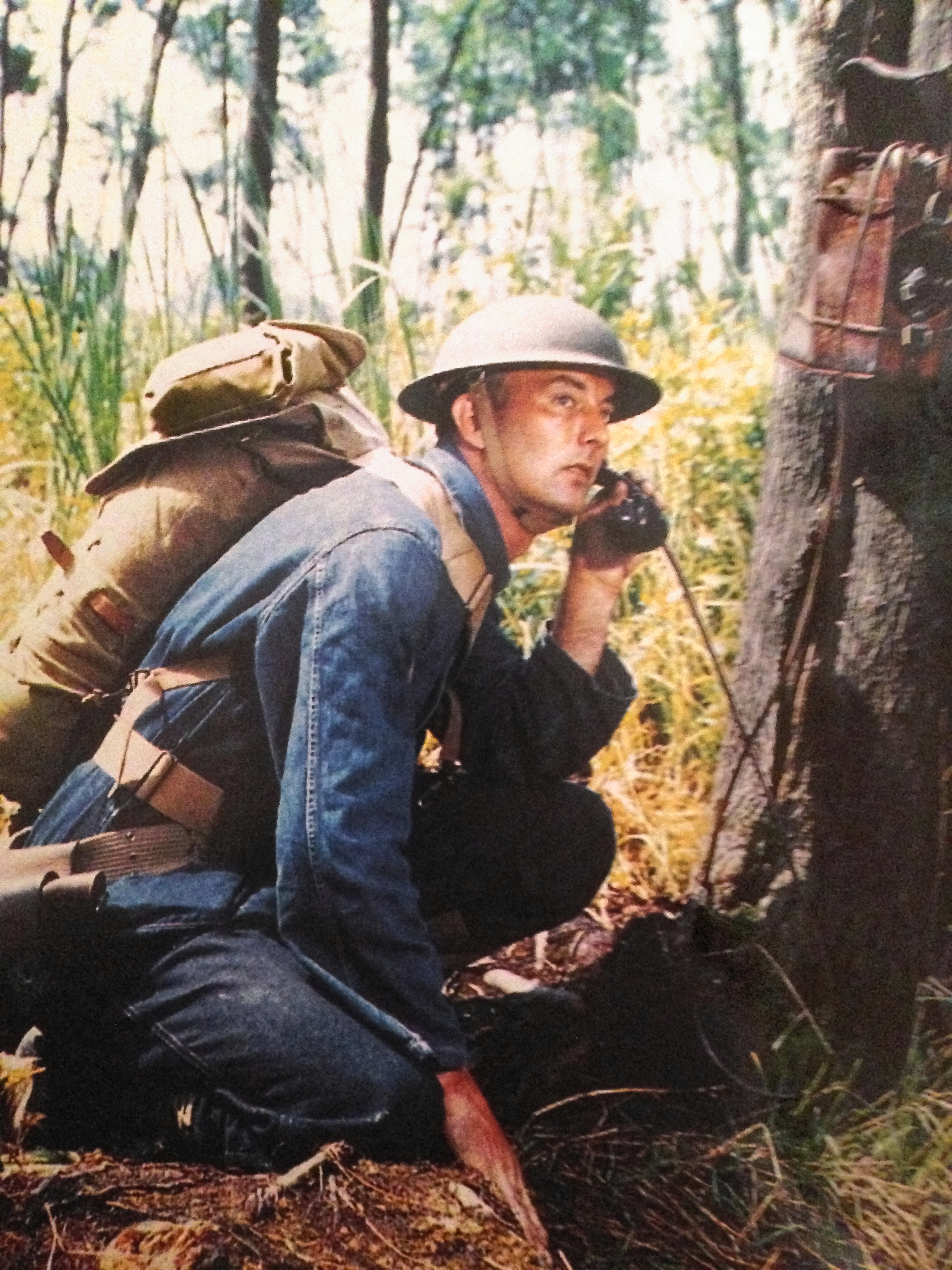
フル装備のM-1928（M28）歩兵用ハバーサックを身に着けたアメリカ兵

グラント将軍の回想録で述べられているように、南北戦争の間、このハバーサックが使用されていた。
"「船で運ばれた物資に加えて、弾薬箱に40発の弾薬を入れ、ハバーサックに4日分の食料を入れていた。」"
1910年、アメリカ陸軍はすべての歩兵の標準携行品としてM-1910ハバーサック(M-1910 haversack)を採用した。これは一般的な袋形状ではなく、中身（衣類、日用品、さまざまな身の回り品等）を包んで折りたたむキャンバス製のシート形状で、ループに通して調整可能なストラップでまとめられている。パックの底部に設置されたレザー・ストラップ（「テール」と呼ばれる）は、軍の制式テント（ハーフシェルター）を括りつけるためのもので、パッキングされた中身を乱すことなく、ハバーザックから取り外すことができる。ショルダーストラップ二本と、それらとは別に設けられたリアストラップ一本は、腰に巻いた弾薬帯と連結することで、弾薬帯を支えるサスペンダーとして機能するよう設計されている。
パックの外側には、銃剣（バヨネット）の鞘を取り付けるためのグロメット、飯盒用のポーチ、および短い柄の塹壕掘り用シャベルに用いるキャンバス製のキャリアが設置されている。
M-1910ハバーサックは、二度の世界大戦の間、わずかな変更が加えられたのみで生産が続けられた。
1928年によりアップグレードされたハバーサックが開発され、クイックリリース式のバックルとウェブストラップ、小型のポーチ(meat can pouch)、金属ボタンの代わりにバックル式の留め具が採用された。しかし、新しいM-1928ハバーサックは1940年まで生産がされず、在庫がなくなるまで古いハバーサックが出荷され続けた 。
M-1936フィールドバッグ(M-1936 field bag)は、第一次世界大戦でイギリス軍の将校と騎兵に支給されていた「ミュゼットバッグ」(Musette bag)のコピーである。これはショルダーストラップのない小さなバッグで、ウェブサスペンダーに取り付けることも、汎用ショルダーストラップを取り付けて使用することもできた。レーション、メスキット、その他の必需品を運ぶことを目的としており、重要性の低い道具類が車両に搭載されるようになったため、サイズとしては小さくなった。
M-1944コンバットパック（M-1944 Combat Pack）は、熱帯での活動においてより軽いパックが必要とされたバナナ戦争（1898年から1934年）の間にこれまでのものよりはるかに軽量で使いやすいアメリカ海兵隊のM-1941ジャングルパック（後述）を基に開発された。しかしM-1944にはいくつかの欠点があり、1945年2月から新たにM-1945が使用されはじめた。この2種には、リリースバックルが異なっているため互換性のないコンバットパックとカーゴパックがあった。

## アメリカ海兵隊
アメリカ海兵隊は二度の世界大戦において、ハバーサックM-1910（および多少改良されたハバーサックM-1928）を使用していたが、バナナ戦争における熱帯地方でのジャングル戦では大きすぎるとされ、1941年に独自の専用パックシステムとして、より用途の広い2室構成のM-1941ジャングルパック(Marine M-1941 jungle pack)が開発された。
これは、上部のマーチングパック（marching pack、レーション、ポンチョ、衣服用）と、下部のナップサック（追加の靴やユーティリティ用）で構成されていた。マーチングパックの外側には、銃剣、シャベル、寝袋、追加の水筒、救急ポーチを取り付けるためのループとグロメットがあり、黄褐色またはカーキ色のキャンバス地で作られていた。
M-1941ジャングルパックはこれまでよりはるかに小さいフィールドパック（レーション、衣服、弾薬、メスキット用）と、底部に取り付けられた追加の衣服／靴、その他のアイテム用のカーゴバッグを合わせた2室型のデザインを採用した。上部のフィールドパックには、銃剣と塹壕掘り用のシャベルなどを取り付けるためにM-1928と同タイプのグロメットとループに加えて、寝袋を固定するための馬蹄形ストラップが設けられた。